# الحرس الإمبراطوري الروسي

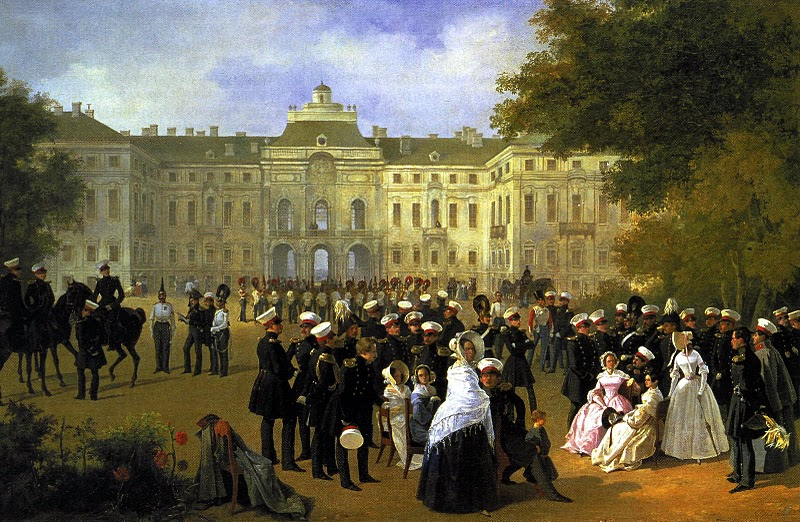
ليب الحرس الاستقبال في قصر قسطنطين.

الحرس الإمبراطوري الروسي، والمعروف رسميا باسم حرس ليب ((بالروسية: Ле́йб-гва́рдия)‏)(تنطق "ليب-غڤارديا"، في الألمانية[ ؟ ] ليب تعني الجسم)؛ كانت وحدات عسكرية بوصفها حراس شخصيين لامبراطور روسيا. أسس بطرس الأكبر وحدات من هذا القبيل بعدما أقامتها بروسيا في تسعينيات القرن 17، لتحل محل قوات ستريليتس ذات الدوافع السياسية.

## المنظمة
التشكيل النهائي للحرس الامبراطوري الروسي في بداية عام 1914 كان :
فيلق الحرس Gvardeyskiy Korpus) مقاطعة سانت بطرسبورغ. المقر، سانت بطرسبرغ، مليونايا. (وحدات الحرس ليست جزءا من فيلق الحرس كانوا حرس استبدال لفوج الفرسان وسرب حرس الجندرمة الميدانييين.)
- الفرقة الأولى لحرس المشاة (1-ya Gvardeyskaya Pekhotnaya Diviziya} المقر، سانت بطرسبرغ، فونتانكا
  - اللواء الأول : فوج بريوبراجينسكي وفوج سيمينوفسكي
  - اللواء الثاني : فوج إسماعيلوفسكي فوج جاغر
  - لواء المدفعية الأول
- الفرقة الثانية لحرس المشاة (2-ya Gvardeyskaya Pekhotnaya Diviziya} المقر، سانت بطرسبرغ، فونتاكانا
  - اللواء الأول : فوج موسكو وفوج غرينادر
  - اللواء الثاني : فوج بافلوفسكي وفوج فنلندا
  - لواء المدفعية الثاني
- الفرقة الأولى لحرس الفرسان (1-ya Gvardeyskaya Kavaleriyskaya Diviziya} المقر، سانت بطرسبرغ
  - اللواء الأول : صاحبة الجلالة الامبراطورة ماريا السيادية Theodorovna لفوج الحرس شوفالييه، الحياة فوج الحرس الحصان
  - اللواء الثاني : فوج الإمبراطور للحراس للمدرعين وفوج ماريا تيودوروفنا للحراس للمدرعين
  - اللواء : فوج الحراس القوزاق، فوج ولي العهد وفوج الحرس أتامان، فوج الحراس القوزاق المشترك والسرية الأولى الاورال والسرية الثانية أورنبرغ والسرية الثالثة المجمعة والسرية الرابعة آمور.
  - 1st فرقة حرس الخيل ولواء المدفعية
- الفرقة الثانية للحرس الفرسان (2-ya Gvardeyskaya Kavaleriyskaya Diviziya) المقر، سانت بطرسبرغ، فونتاكا
  - اللواء الأول: فوج الحرس الخيالة ورماة القنابل، فوج الحرس لانسر
  - اللواء الثاني: فوج الحرس الخيالة، فوج الحرس هوسار
  - الفرقة الثانية لحرس الخيالة ولواء المدفعية
- لواء حرس البندقية
- مدفعية الحرس الخيالة
- كتيبة المدفعية المتوسطة للحرس
- كتيبة مهندسي الالغام للحرس
- شركة الطيران الحراس

بالإضافة إلى ما يلي كانوا جزءا من الفيلق الثالث وعشرون (23-i Armeyskiy Korpus)، للمنطقة العسكرية وارسو. المقر، وارسو، بولندا.
- فرقة الحرس المشاة الثالثة (3-ya Gvardeyskaya Pekhotnaya Diviziya) فيلق الحرس. المقر، وارسو.
  - اللواء الأول: فوج حرس ليتوانيا، فوج حرس امبراطور النمسا كيكسهولم
  - اللواء الثاني : فوج حرس الملك فريدريك وليام الثالث في سانت بطرسبرغ وفوج حرس فولهينيا
  - الكتيبة الثالثة لحرس المدفعية
- فرقة المشاة الثانية
- لواء الحرس الخيالة المنفصل
- بطارية مدفعية الثالثة من حرس الخيالة
- كتيبة المدفعية الثالثة والعشرون
- كتيبة مهندسي الالغام التاسعة

## الصفوف
كل جندي أو ضابط من الحرس كان له نمط حرس ليب (Лейб - гвардии...)، على سبيل المثال : العقيد في الحرس ليب (Лейб - гвардии полковник). وهو اعتقاد خاطئ بأن العاهل نفسه بمثابة قائد لواء حرس ليب، وذلك فقط هو وبعض أفراد العائلة المالكة يمكن أن يتقلدوا لقب العقيد (Polkovnik) في الحرس، ولكن في الواقع هناك العديد من الضباط في الحرس برتبة عقيد.
الضباط يتمتعون بدرجتين أكثر من ضباط الجيش النظامي، وهذا في وقت لاحق تغيرت إلى ارتفاع بدرجة واحدة—لأول مرة بالنسبة لالحرس الجديد  ثم لبقية حرس ليب. في أعقاب إلغاء رتبة[ ؟ ] رائد في عام 1884، ومعظم الدرجات أدنا السابع صعدت للعودة إلى نظام الحرس القديم .
| الرتبة في الحرس القديم         | الرتبة في الحرس الجديد                                                        | الفئة                                                                               | المشاة                                                                                     | سلاح الفرسان، القوزاق حتى 1891                                                             | القوزق (منذ 1891)            |
| ------------------------------ | ----------------------------------------------------------------------------- | ----------------------------------------------------------------------------------- | ------------------------------------------------------------------------------------------ | ------------------------------------------------------------------------------------------ | ---------------------------- |
| V                              | الفاناديوم                                                                    | ضباط الأركان                                                                        | عقيد (Полковник)                                                                           | عقيد (Полковник)                                                                           | عقيد (Полковник)             |
| الفاناديوم                     | VI                                                                            | ضباط الأركان                                                                        | شبه العقيد (Подполковник) (حتى 1798) ؛                                                     | شبه العقيد (Подполковник) (حتى 1798) ؛                                                     |                              |
| VI                             | سابعا                                                                         | ضباط الأركان                                                                        | رئيس مجلس الدولة الرئيسية، وثانيا الميجر (Премьер - майор، секунд - майор) (حتى 1798)      | رئيس مجلس الدولة الرئيسية، وثانيا الميجر (Премьер - майор، секунд - майор) (حتى 1798)      |                              |
| سابعا                          | ثامنا                                                                         | مرخصا ضباط                                                                          | كابتن (Капитан)                                                                            | رخيتمستار (Ротмистр)                                                                       | Yesaul (Есаул)               |
| ثامنا                          | تاسعا                                                                         | مرخصا ضباط                                                                          | طعنات النقيب (Штабс - капитан)                                                             | طعنات - رخيتمستار (Штабс - ротмистр)                                                       | شبه Yesaul (Подъесаул)       |
| تاسعا                          | X                                                                             | مرخصا ضباط                                                                          | Poruchik (Поручик)                                                                         | Poruchik (Поручик)                                                                         | Sotnik (Сотник)              |
| X                              | الحادي عشر                                                                    | مرخصا ضباط                                                                          | شبه Poruchik (Подпоручик)                                                                  | شبه Poruchik (Подпоручик)                                                                  | Khorunzhiy (Хорунжий)        |
| الحادي عشر                     | الثاني عشر                                                                    | مرخصا ضباط                                                                          | Praporshchik (Прапорщик)                                                                   | البوق (Корнет)                                                                             |                              |
| الثاني عشر                     | الثالث عشر                                                                    | تحت ضباط                                                                            | فيلدفيبل (Фельдфебель)                                                                     |                                                                                            |                              |
| الثالث عشر                     | الرابع عشر                                                                    | تحت ضباط                                                                            | رقيب (Сержант) فيلدفيبل (1800-1884)                                                        | Wachtmeister (Вахмистр)                                                                    | شبه Khorunzhiy (Подхорунжий) |
| الرابع عشر                     |                                                                               | تحت ضباط                                                                            |                                                                                            |                                                                                            |                              |
|                                |                                                                               | تحت ضباط                                                                            | شبه Praporshchik (Подпрапорщик) ؛ كبار أونترأوفيتزير (Старший унтер - офицер) منذ عام 1800 | شبه Praporshchik (Подпрапорщик) ؛ كبار أونترأوفيتزير (Старший унтер - офицер) منذ عام 1800 | Wachtmeister (Вахмистр)      |
| أونترأوفيتزير (Унтер - офицер) | أونترأوفيتزير (Унтер - офицер)                                                | تحت ضباط                                                                            | Uryadnik (Урядник)                                                                         |                                                                                            |                              |
| جيفرايتر (Ефрейтор)            |                                                                               | تحت ضباط                                                                            | Prikazny (Приказный)                                                                       |                                                                                            |                              |
| حافظون                         | الفارس[ ؟ ]، Fusilier، رماة القنابل الخ. (Мушкетер، фузилер، гренадер и т.д.) | الفارس[ ؟ ]، هوسار، لباس الدرع، القوزاق الخ. (Драгун، гусар، кирасир، казак и т.д.) | القوزاق (Казак)                                                                            |                                                                                            |                              |

## وصلات خارجية
الحرس الامبراطوري الروسي خلال الحروب النابليونية